# Лугайд Луайгне
Лугайд Луайгне — (ірл. Lugaid Luaigne) — верховний король Ірландії. Час правління: 140—135 до н. е. (згідно з «Історією Ірландії» Джеффрі Кітінга) або 199—184 до н. е. (відповідно до «Хроніки Чотирьох Майстрів»). Прийшов до влади в результаті вбивства свого попередника — верховного короля Ірландії Бресала Бо-Дібада (ірл. — Bresal Bó-Díbad), що був вбивцею його батька (звичай кровної помсти). Правив протягом п'яти або п'ятнадцяти років. Був вбитий Конгалом Клайрінгнехом (ірл. — Congal Cláiringnech) — королем Уладу після тривалої війни. У середньовічних генеалогіях Лугайд Луайгне подається як предок клану Еогнахта (ірл. — Eóganachta). О'Рейлі Т. Ф. (ірл. — O'Rahilly T. F.) розглядає цю постать історичних переказів як еманацію Лугайда Лойгде (ірл. — Lugaid Loígde) та як предка Корку Лойгде (ірл. — Corcu Loígde).